# Yashima (thiết giáp hạm Nhật)
Yashima (tiếng Nhật: 八島) là một thiết giáp hạm thế hệ tiền-dreadnought của Hải quân Đế quốc Nhật Bản thuộc lớp thiết giáp hạm Fuji vào cuối thế kỷ 19, và là một trong số sáu thiết giáp hạm (Fuji, Yashima, Hatsuse, Shikishima, Asahi và Mikasa) đã hình thành nên hàng thiết giáp hạm chính của Nhật Bản trong cuộc Chiến tranh Nga-Nhật những năm 1904-1905. Yashima có cuộc đời hoạt động khá ngắn ngủi; tên Yashima của nó có nguồn gốc là một tên thơ ca cổ để chỉ Nhật Bản.

## Thiết kế và chế tạo
Yashima cùng con tàu chị em Fuji là hai thiết giáp hạm đầu tiên được chế tạo cho Nhật Bản. Vì cho đến lúc đó người Nhật vẫn chưa có khả năng đóng tàu chiến thép hiện đại cho chính mình, Yashima được đặt hàng tại xưởng đóng tàu Elswick của hãng Armstrong Whitworth, Anh Quốc vào năm 1894. Yashima về đến Yokosuka vào ngày 30 tháng 11 năm 1897, quá trễ để có thể tham gia cuộc Chiến tranh Thanh-Nhật, và được xếp lớp như một thiết giáp hạm hạng nhất.

## Lịch sử hoạt động

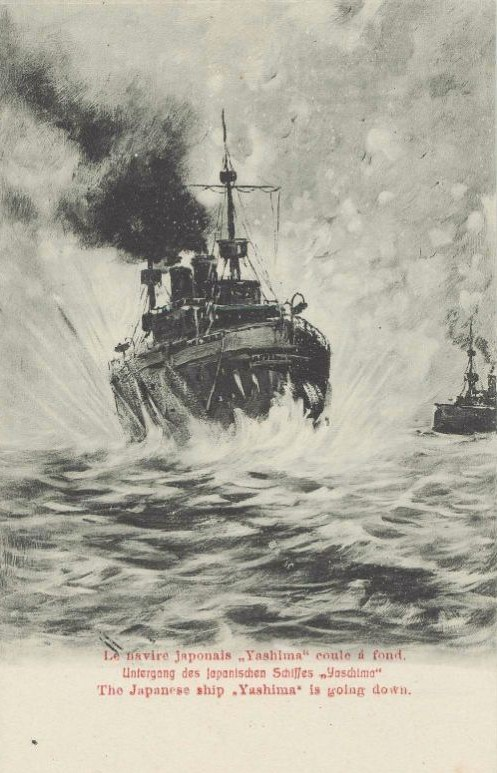
Yashima chìm trong một bãi mìn Nga, 15 tháng 5 năm 1904

Khi hạm đội Nhật Bản được tái tổ chức vào ngày 28 tháng 12 năm 1903, Yashima được phân về Hải đội 1, Phân hạm đội 1 của Hạm đội 1 Hải quân Đế quốc Nhật Bản dưới quyền Chuẩn Đô đốc Nashiba Tokioki. Sau khi Chiến tranh Nga-Nhật nổ ra, người Nhật đã vây hãm Hải đội Viễn Đông Nga trong Lữ Thuận Khẩu (Port Arthur). Vào ngày 14 tháng 5 năm 1904, Đô đốc Nashiba ra khơi cùng với các thiết giáp hạm Hatsuse (soái hạm), Shikishima và Yashima, tàu tuần dương Kasagi và tàu phối thuộc Tatsuta để thay phiên cho lực lượng phong tỏa Nhật Bản. Sáng ngày 15 tháng 5, lực lượng Nhật Bản đi đến Encounter Rock và tiếp tục hành trình hướng Tây Bắc cho đến cách 15 dặm ngoài khơi cảng Lữ Thuận. Tại đây Nashiba chuyển sang tuần tra theo hướng Đông sang Bắc cắt ngang lối ra vào cảng. Hướng đi này đã đưa hạm đội vào ngay một bãi mìn do tàu rải mìn Nga Amur thả trước đó.
Cả Hatsuse và Yashima mỗi chiếc đã trúng hai quả thủy lôi, và đều bị mất trong tại một trong những thảm họa hải quân lớn nhất của Nhật Bản trong cuộc chiến này. Vài giờ sau khi trúng mìn, Yashima chìm trong khi đang cố được kéo về Triều Tiên để sửa chữa. Việc nó bị mất được Nhật Bản giữ kín trong suốt thời gian chiến tranh do không muốn làm nản lòng công luận do việc tổn thất thiết giáp hạm không thể bù đắp cùng gần 200 thủy thủ đi theo con tàu.

### Mô hình
Mô hình rất chi tiết của Yashima, được nhà sản xuất làm ra để mô tả con tàu được đề nghị trước khách hàng, vẫn còn tồn tại cho đến ngày nay. Nó được trưng bày tại Royal Hospital School Holbrook ở Suffolk, Anh Quốc.